# Hoogwater in Europa 2016
De periode eind mei en begin juni 2016 was een periode in Europa met grote hoeveelheden neerslag. Hierdoor werden in verschillende Europese landen, waaronder Nederland, België, Frankrijk en Duitsland, hoogwater en overstromingen veroorzaakt. In België, Duitsland en Frankrijk zijn bij elkaar vermoedelijk elf doden gevallen. In Frankrijk werd de schade geschat op meer dan 1 miljard euro.

## Frankrijk

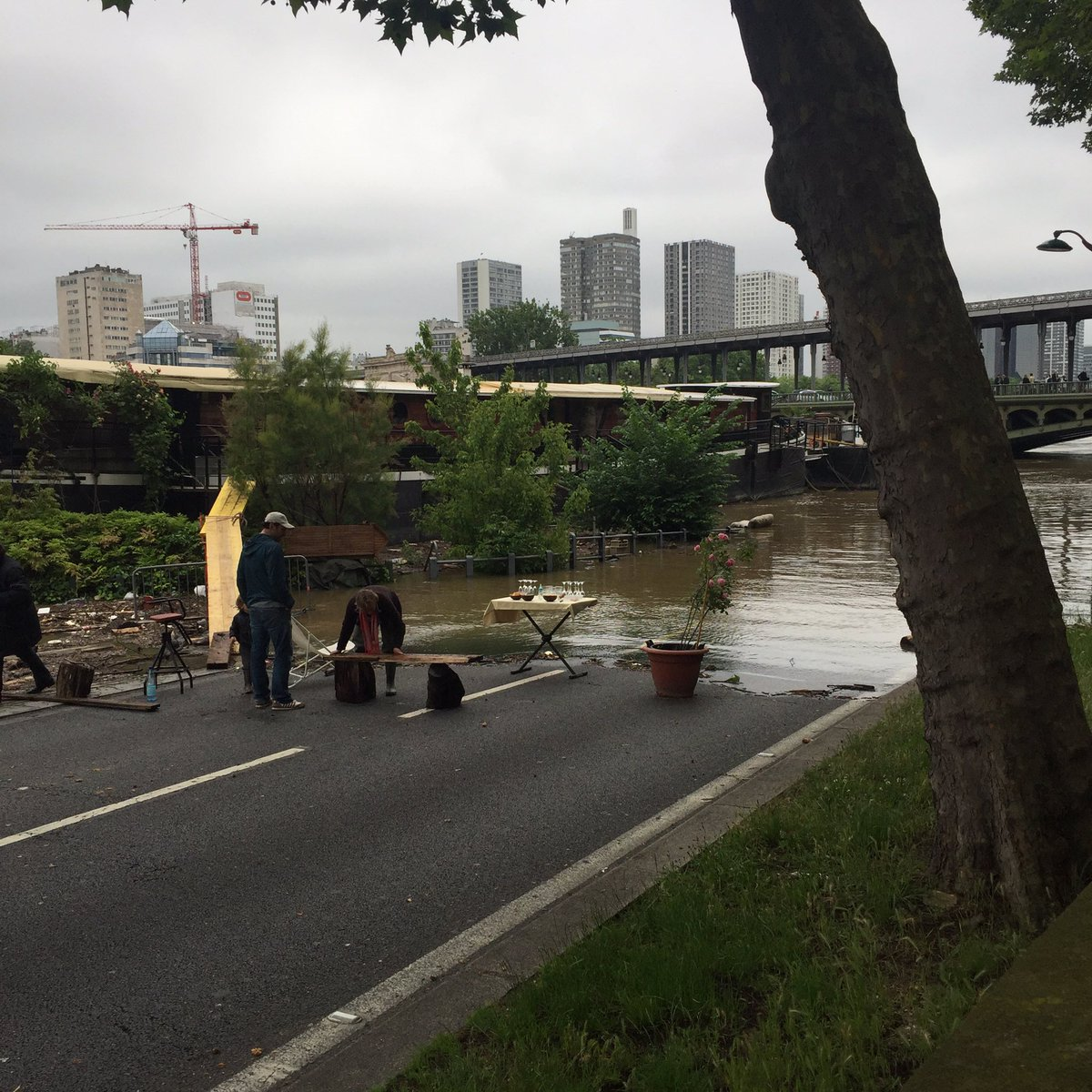
De Seine, 3 juni 2016

Frankrijk was een van de zwaarst getroffen landen door de overstroming. President François Hollande had de noodtoestand uitgeroepen nadat er, door de hevige overstromingen, vier mensen om het leven kwamen nadat honderden dorpen en steden getroffen werden. In Parijs moesten het Louvre en het Musée d'Orsay enige tijd gesloten blijven. Kunstwerken die in de kelder lagen, moesten veilig gesteld worden om niet beschadigd te raken. Zo'n 5500 mensen werden geëvacueerd en zo'n 25.000 huizen zaten een tijdlang zonder stroom.

## Duitsland

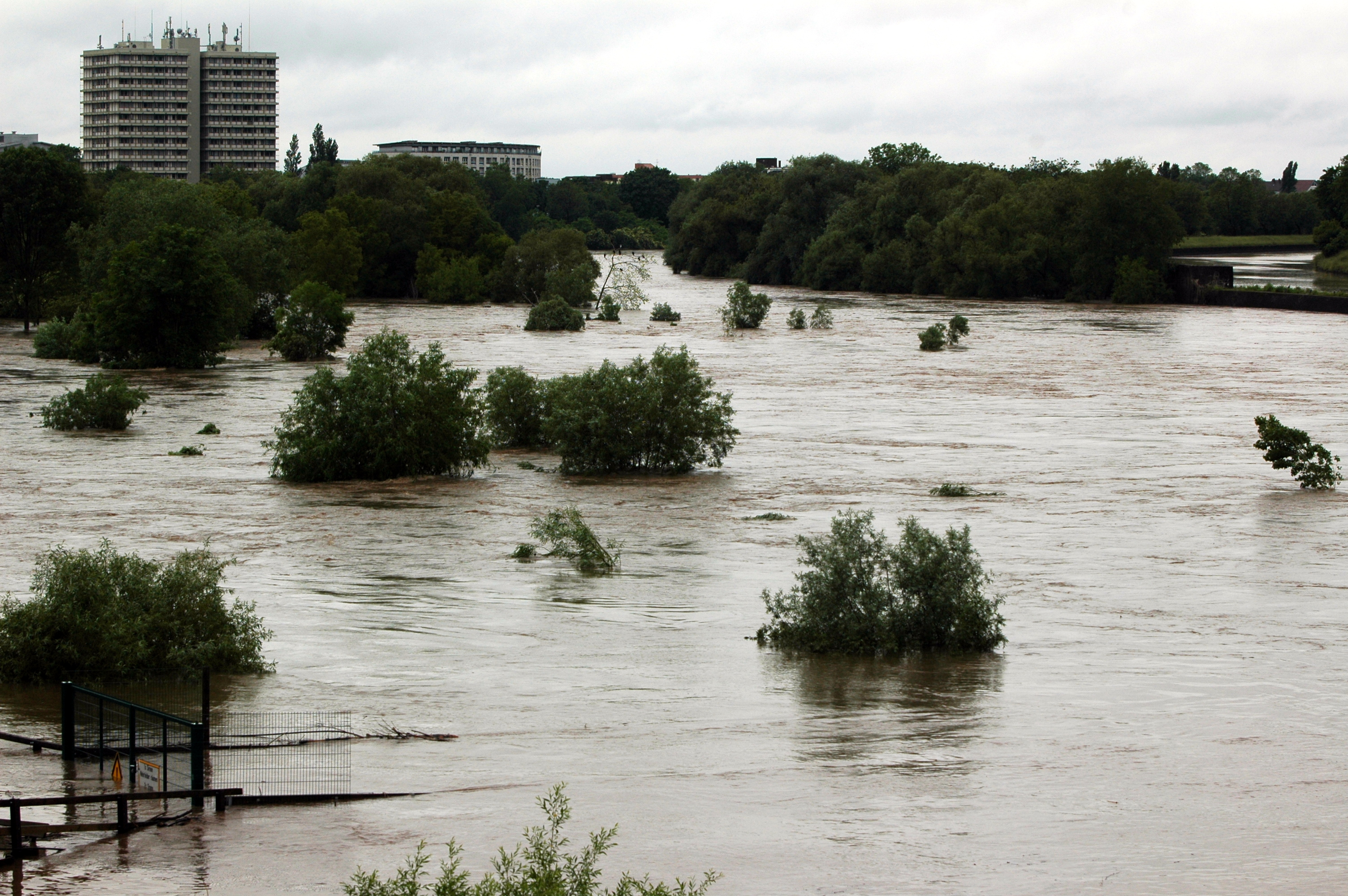
De Neckar, Heidelberg, 30 mei 2016

In Duitsland kreeg vooral Baden-Württemberg het zwaar te verduren. In deze deelstaat kwamen vier mensen om het leven, onder meer door verdrinking. Het water stond hier op sommige plekken 1,70 meter hoog. De kracht van het water was zo sterk dat sommige auto's en ambulances werden weggespoeld. In Schwäbisch Gmünd kwam een brandweerman om het leven toen hij iemand uit de overstroming probeerde te redden. De persoon in kwestie is vermoedelijk ook overleden.

## Nederland
In Nederland hadden alleen de provincies Noord-Brabant en Limburg last van het slechte weer, waarbij in beide provincies code geel werd afgegeven. In korte tijd viel er in Arcen 50 mm regen en in Geldrop liep een partycentrum na zware regenval onder water. Kelders van huizen liepen onder en straten stonden blank. Desondanks vielen er in Nederland geen slachtoffers.

## België
In België werd vooral Wallonië, met name het zuidoosten, getroffen door overstromingen, waarbij drie mensen omkwamen (in Walcourt, Harsin en  Welkenraedt).